# Buenos Aires, Tuxpan
Buenos Aires är en ort i Mexiko.   Den ligger i kommunen Tuxpan och delstaten Veracruz, i den sydöstra delen av landet, 240 km nordost om huvudstaden Mexico City. Buenos Aires ligger 24 meter över havet och antalet invånare är 670.
Terrängen runt Buenos Aires är platt. Runt Buenos Aires är det ganska tätbefolkat, med 160 invånare per kvadratkilometer. Närmaste större samhälle är Tuxpan de Rodríguez Cano, 9,5 km öster om Buenos Aires. Trakten runt Buenos Aires består till största delen av jordbruksmark.